# Vehículo blindado Peerless
El Peerless era un automóvil blindado utilizado principalmente por el Ejército británico a partir de principios de la década de los años veinte; era la combinación de un chasis y motor del camión de fabricación estadounidense Peerless y una carrocería blindada construida por la firma Austin Motor .

## Historia y diseño
Durante la Primera Guerra Mundial, los británicos modificaron dieciséis camiones estadounidenses Peerless como vehículos blindados. Estos fueron diseños relativamente primitivos con la parte trasera descubierta, armados con un cañón Vickers QF de 2 libras de 40 mm y una ametralladora, y que fueron entregados al Ejército británico en 1915; también fueron utilizados por el Ejército Imperial Ruso como armas antiaéreas autopropulsadas.
Al finalizar la guerra, se necesitaba un nuevo diseño para reemplazar los vehículos blindados que se habían desgastado. Como resultado, se desarrolló el diseño del Automóvil blindado Peerless en 1919. Se basó en el chasis del camión Peerless TC4 de cuatro toneladas, con una carrocería blindada construida por Austin Motor Company. 
El camión Peerless era un vehículo relativamente pesado y lento, pero se consideraba resistente, con sus llantas de goma maciza y tracción trasera de cadena. El blindaje para el vehículo producido por la compañía Austin se basó en un diseño anterior (Automóvil blindado Austin) creado en un principio para el Ejército Imperial Ruso, y que luego se había utilizado en cantidades muy limitadas al final de la guerra en Francia. Sin embargo, el diseño original de Austin era más corto que el chasis Peerless, por lo que se tuvo que adaptar y dicha combinación resultó incómoda y difícil de manejar en espacios reducidos. Para solventar el problema, se instaló un conjunto duplicado de controles de conducción en la parte trasera del vehículo.
La variante más común era un diseño de doble torreta equipado con dos ametralladoras, aunque, se desarrollaron otras variantes, incluido un vehículo armado con un cañón antiaéreo QF de 76,2 mm.

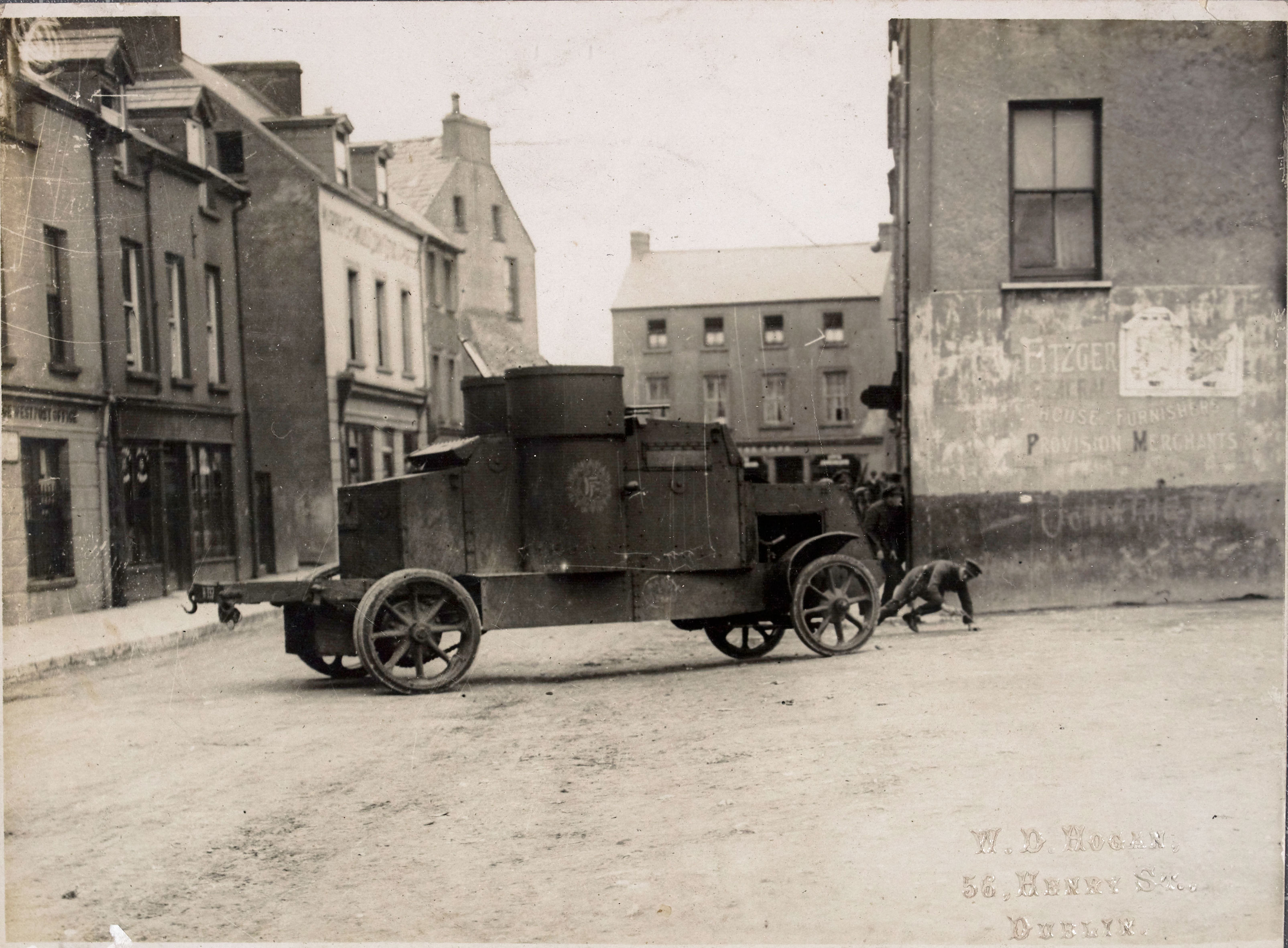
Peerless en acción en un entorno urbano en el Condado de Cork durante la guerra civil irlandesa, 1922.

El bajo rendimiento fuera de carretera obstaculizó el cometido del vehículo, pero, aun así vio un servicio considerable, especialmente en Irlanda. Algunos todavía continuaban en servicio con los británicos al comienzo de la Segunda Guerra Mundial. Siete estuvieron en servicio con el Ejército Nacional Irlandés durante la guerra civil irlandesa y fueron utilizados por las Fuerzas de Defensa Irlandesas hasta 1932, aunque el modelo no era popular en el servicio irlandés. Uno fue llevado a Cork a bordo del mercante SS Arvonian como parte de la fuerza de desembarco, pero tardó mucho en descargarse. El automóvil era confiable, pero lento, pesado, inestable e inadecuado para las estrechas y mal pavimentadas carreteras de entonces, lo que significó que su despliegue por parte del ejército irlandés se restringió casi exclusivamente a áreas urbanas. En 1935, cuatro carrocerías blindadas irlandesas Peerless se montaron en el chasis modificado del camión Leyland Terrier 6x4. Un año después, sus torretas gemelas fueron reemplazadas por una torreta del tanque Landsverk L-60. Este nuevo vehículo era conocido como Leyland Armoured Car y prestó servicio hasta principios de la década de 1980. Las catorce viejas torretas irlandesas Peerless con sus ametralladoras Hotchkiss se instalaron en 1940 en otros tantos vehículos construidos en Irlanda y se designaron Ford Mk V Armoured Car. También estos vehículos  fueron utilizados para escoltar los convoyes de alimentos en Londres durante la Huelga General de 1926 y con las Compañías Territoriales de Vehículos Blindados del Royal Tank Corps.

### Vehículos blindados de similares características, uso y época
- Ehrhardt EV/4
- Jeffery-Russel
- Lanchester 4×2
- Lancia IZ
- Automóvil blindado Minerva
- Peugeot modelo 1914
- Automóvil blindado Rolls-Royce
- White AM modelo 1915/1918